# Friedrich Brüggemann
Friedrich Brüggemann (Brema, 1850 – Londra, 6 aprile 1878) è stato uno zoologo ed entomologo tedesco.
Assistente presso l'istituto di zoologia di Jena, si dedicò successivamente allo studio dei coralli della collezione del British Museum. Morì di emorragia polmonare ad appena 28 anni.

## Pubblicazioni

### Coleotteri
- 1873: Systematisches Verzeichniss der bisher in der Gegend von Bremen gefundenen Käferarten. Abhandl. Naturw. Ver. Bremen, 3: 441-524.

### Coralli
- 1877: Notes on Stony Corals in the Collection of the British Museum. Annals and Magazine of Natural History. Ser. 4, Vol. xix. pp. 415-422.
- 1879: Corals. An account of the petrological, botanical, and zoological collections made in Kerguelen's Land and Rodriguez during the Transit of Venus expeditions, carried out by order of Her Majesty's government in the years 1874-75. Phil Trans R Soc Lond 168: 569-579.

### Uccelli
- 1876: Beiträge zur Ornithologie von Celebes und Sangir. Abhandlungen des Naturwissenschaftlichen Vereins zu Bremen.
- 1877: Über eine Vogelsammlung von Südost-Borneo. Abhandlungen des Naturwissenschaftlichen Vereins zu Bremen.
- 1877: Nachträgliche Notizen zur Ornithologie von Celebes. Abhandlungen des Naturwissenschaftlichen Vereins zu Bremen.
- 1878: Weitere Mitteilungen über die Ornithologie von Zentral-Borneo. Abhandlungen des Naturwissenschaftlichen Vereins zu Bremen.